# Hartmaniella tulearensis
Hartmaniella tulearensis är en ringmaskart som först beskrevs av Amoureaux 1978.  Hartmaniella tulearensis ingår i släktet Hartmaniella och familjen Hartmaniellidae. Inga underarter finns listade i Catalogue of Life.